# Antolín Monescillo y Viso

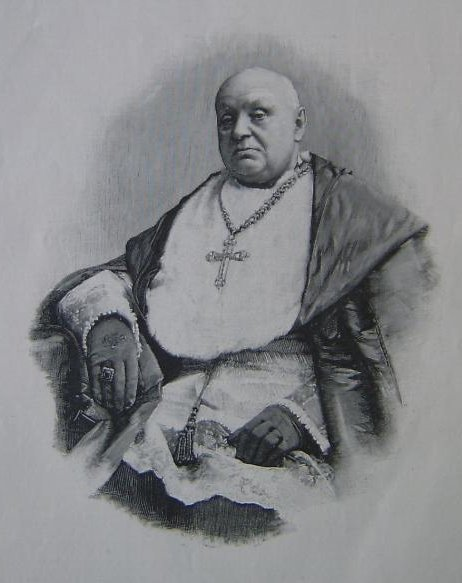
Patriarch Antolín Kardinal Monescillo y Viso (1897)

Antolín Monescillo y Viso (* 2. September 1811 in Corral de Calatrava; † 11. August 1897 in Toledo) war ein spanischer Bischof und Kardinal.

## Leben
Am 22. Juli 1861 wurde er zum Bischof von Calahorra y La Calzada-Logroño ernannt und am 6. Oktober 1861 von Cirilo Kardinal de Alameda y Brea OFM Obs. mit Assistenz von Francisco Landeira y Sevilla und Clemente de Jesus Mungiuia y Nunez zum Bischof geweiht. Als Wahlspruch wählte er Monstra te esse Matrem (Ave maris stella, Strophe 4). Am 27. März 1865 wurde er zum Bischof von Jaén ernannt. Am 22. Juni 1877 wurde er zum Erzbischof von Valencia ernannt und am 5. Oktober 1878 inthronisiert.

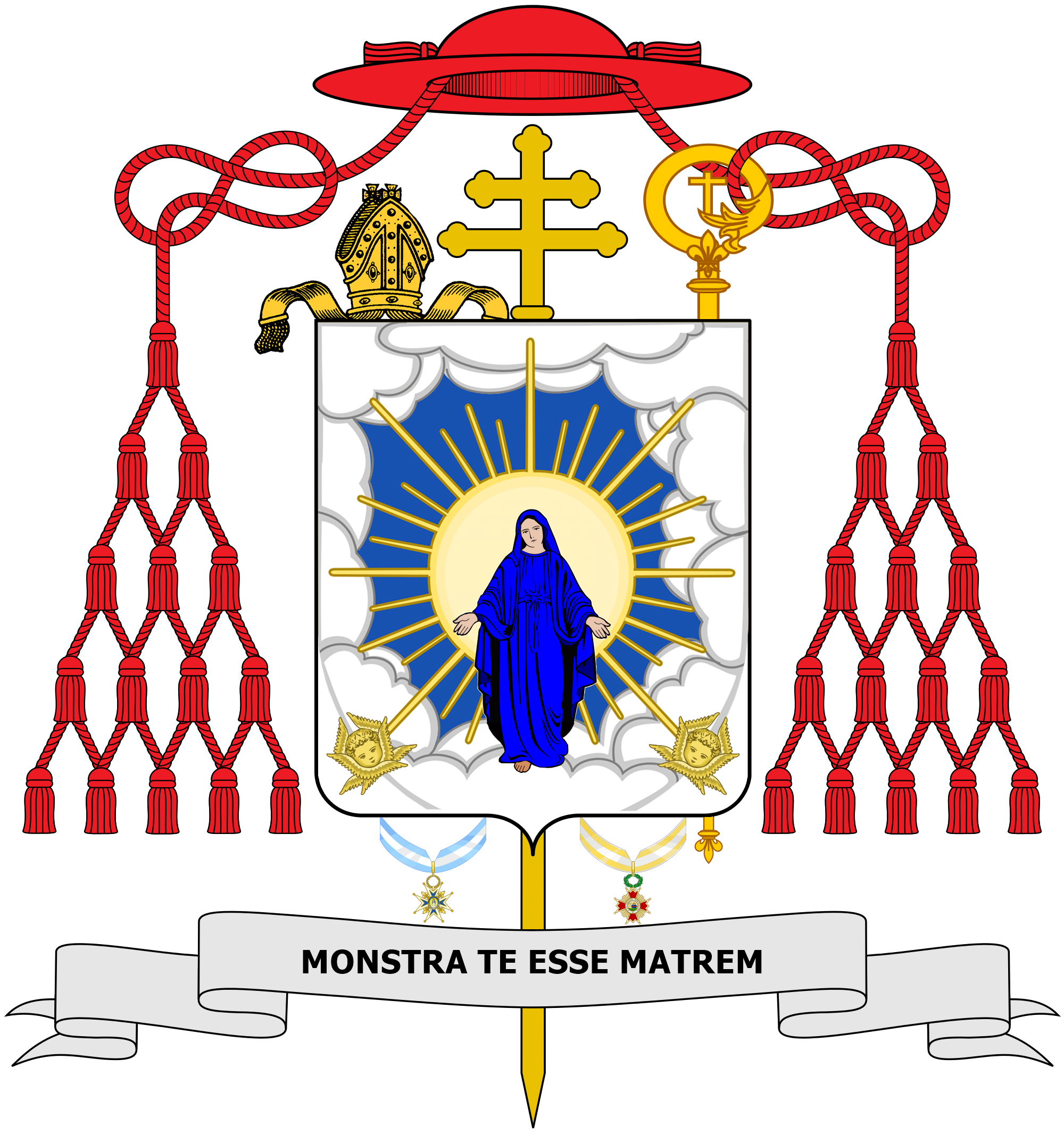
Kardinalswappen

Papst Leo XIII. erhob ihn im Konsistorium am 10. November 1884 zum Kardinal und am 10. Juni 1886 wurde ihm die Titelkirche Sant'Agostino zugewiesen.
Am 11. Juni 1892 wurde er zum Erzbischof von Toledo und zum Patriarchen von Westindien ernannt.
Am 11. August 1897 starb er im Alter von 85 Jahren.